# Lo and Behold: Reveries of the Connected World
Lo and Behold: Reveries of the Connected World és un documental de l'any 2016 dirigit i produït per Werner Herzog. La pel·lícula tracta i fa un repàs sobre l'impacte d'internet, la robòtica, la intel·ligència artificial i altres tecnologies en la vida humana. La pel·lícula va ser estrenada el 23 de gener de 2016 al Festival de Cinema de Sundance i va ser produïda per NetScout.
En el documental apareixen diferents personalitats importants que han participat en el desenvolupament d'internet i de tecnologies al llarg dels últims anys. Entre totes aquestes personalitats destaquen Elon Musk, Kevin Mitnick, Bob Kahn, Sebastian Thrun, Ted Nelson i altres líders del món tecnològic. Es recullen anècdotes i opinions sobre l'actualitat i el futur d'internet i com pot influir en la societat.

## Sinopsi
Aquest documental està dividit en 10 parts diferenciades, cadascuna amb un tema diferent.

### 1ª Part:The Early Days
En aquesta primera part ens presenten la Universitat de Califòrnia a Los Angeles, el lloc considerat on va néixer Internet. Leonard Kleinrock, un dels grans pioners d'aquest naixement ens mostra la primera màquina on en va instal·lar el primer equipament d'internet.
Leonard Kleinrock relata una anècdota sobre el primer missatge que es va enviar el dia 29 d'octubre de l'any 1969 a les 10:30 de la Universitat de Califòrnia a la Universitat Stanford. El contingut d'aquest missatge anava a ser "LOG" i l'altra màquina contestaria "IN" per assegurar-se la connexió, però finalment es va quedar amb "LO" a causa d'un error de connexió. A partir d'aquest missatge "LO" es dona el títol al documental i dona sentit al documental.

### 2ª Part:The Glory of the Net
En aquest capítol presenten la gran capacitat de les noves tecnologies i com elles poden crear una gran revolució en el món i mitjançant uns exemples es poden observar els avenços que ha aconseguit aquestes noves tecnologies. Adrien Treuille parla de la importància de la xarxa per crear un videojoc de simulació molecular i altres com Sebastian Thrun i Raj Rajkumar parlen de l'avanç i funcionament de vehicles autònoms. Cal destacar també la creació de les classes virtuals que donen coneixement a una gran quantitat de persones al llarg del món.

### 3ª Part:The Dark Side
Herzog fa un gir al relat i ens trasllada als racons foscos de la xarxa i mostra que no totes les coses a internet són positives. Per mitjà d'una família que va sofrir una pèrdua i va rebre les imatges morboses del seu cos després de l'accident Herzog dona consciència de la brutalitat d'algunes persones a la xarxa i com es pot donar un ús negatiu d'ella on no hi ha ni privacitat ni sensibilitat.

### 4ª Part:Life Without the Net
En el centre de ciències de Green Bank a Appalachia se situa una antena de ràdio dedicada a la cerca de senyals provinents de fora del nostre planeta. En aquest lloc s'han desactivat tots els senyals sense fils per a no rebre cap interferència. Gràcies a això en aquest lloc existeix una comunitat desconnectada de les telecomunicacions i per descomptat d'internet, aquestes persones declares pateixen una malaltia que les afecta quan estan en contacte amb aquestes senyals invisibles.

### 5ª Part:The End of the Net
¿Que passaria si Internet desaparegués? Aquesta és la trama de la cinquena part. Els desastres naturals són la gran amenaça de la xarxa i les erupcions solars són un fet que preocupa molt als experts. Lucianne Walkowicz, astrònoma del planetari Adler ens parla de l'esdeveniment Carrington a l'any 1853 la major tempesta solar de la història que va afectar totes les tecnologies de l'època. Si un esdeveniment d'aquesta magnitud passes, seria desastrós per a la societat tal com la coneixem.

### 6ª Part:Earthly Invaders
Kevin Mitnick és un dels pirates informàtics més populars i ens parla dels perills de la xarxa i com la mateixa societat és l'amenaça més gran per a internet. En la conversa amb Mitnick ell conta les seves estrategies de hackeig i com va aconseguir burlar-se de l'FBI fins a ser arrestat.

### 7ª Part:Internet on Mars
El fundador de SpaceX Elon Musk ens parla de la idea de colonitzar el planeta Mart i com poder fer arribar la xarxa d'internet al planeta. Mart és presentat com un pot salvavides al qual eventualment haurem d'arribar quan el nostre pot s'enfonsi. Però la visió de Herzog i d'Elon Musk és una mica fosca i desesperançadora a causa dels avenços tecnològics actuals.

### 8ª Part:Artificial Intelligence
En aquesta vuitena part es parla principalment de la intel·ligència artificial i com arribar a la consciència. Es parla de robots com CHIMP capaç d'ajudar els humans en zones afectades per desastres naturals i com aquestes tecnologies poden salvar moltes vides. Lawrence Krauss deixa una reflexió molt interessant dient que ni tan sols som capaços d'entendre la nostra pròpia consciència, i molt menys de crear una intel·ligència completament conscient.

### 9ª Part:The Internet of Me
En The Internet of Me Werner Herzog parla de la visió egocèntrica d'internet i com va evolucionant. S'explica que internet encara ha d'evolucionar més per a ser tan invisible com l'electricitat. Cada vegada interactuem menys amb la societat i més amb la xarxa. Les persones estem utilitzant les màquines per a reemplaçar les coses que passen al nostre voltant.

### 10ª Part:The Future
En aquesta última part tant el director com els entrevistats ens presenten la seva visió futura de la xarxa. Es plantegen temes com la telepatia i com el nostre cervell té un vocabulari que va més enllà del idioma que encara hem de descobrir.